# Beth Storry
Beth Storry, född den 24 april 1978 i Reading, Storbritannien, är en brittisk landhockeyspelare.
Hon tog OS-brons i damernas landhockeyturnering i samband med de olympiska landhockeytävlingarna 2012 i London.